# Liste der Biografien/Osc
Liste der Biografien |
Portal Biografien |
Personensuche
# |
A |
B |
C |
D |
E |
F |
G |
H |
I |
J |
K |
L |
M |
N |
O |
P |
Q |
R |
S |
T |
U |
V |
W |
X |
Y |
Z |
?
 
Oa |
Ob |
Oc |
Od |
Oe |
Of |
Og |
Oh |
Oi |
Oj |
Ok |
Ol |
Om |
On |
Oo |
Op |
Oq |
Or |
Os |
Ot |
Ou |
Ov |
Ow |
Ox |
Oy |
Oz
 
Osa |
Osb |
Osc |
Osd |
Ose |
Osg |
Osh |
Osi |
Osk |
Osl |
Osm |
Osn |
Oso |
Osp |
Osr |
Oss |
Ost |
Osu |
Osv |
Osw |
Osy |
Osz
Die Liste der Biografien führt alle Personen auf, die in der deutschsprachigen Wikipedia einen Artikel haben. Dieses ist eine Teilliste mit 63 Einträgen von Personen, deren Namen mit den Buchstaben „Osc“ beginnt.

## Osc

### Osca
- Oscar (* 1991), brasilianischer Fußballspieler
- Óscar (* 1998), spanischer Fußballspieler
- Oscar Filho (* 1978), brasilianischer Komiker, Schauspieler und Schriftsteller
- Oscar von Schweden (* 2016), schwedischer Adliger, Prinz von SchwedenOscar von Schweden (* 2016)

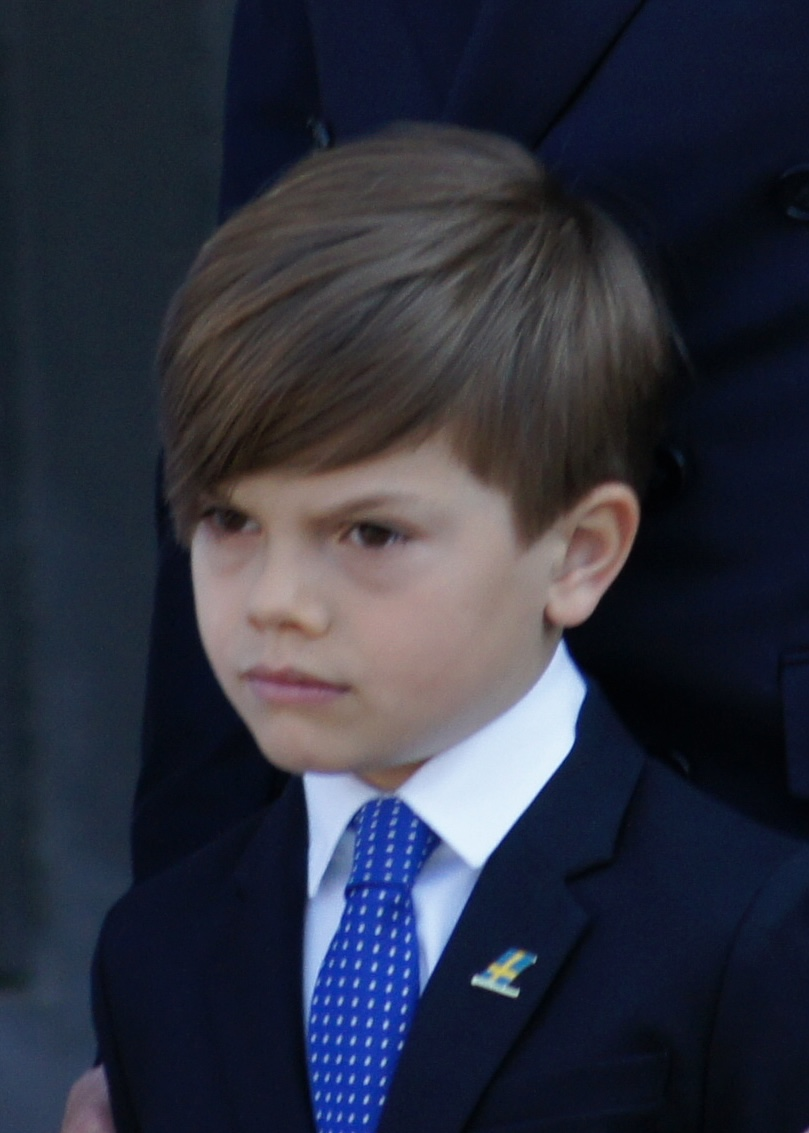
Oscar von Schweden (* 2016)

- Oscar, Henry (1891–1969), britischer Schauspieler
- Oscare, Ricardo (* 1975), argentinischer Biathlet
- Oscarson, Kaylee (* 2000), US-amerikanische Volleyballspielerin
- Oscarsson, Henrik Ekengren (* 1972), schwedischer Politikwissenschaftler
- Oscarsson, Markus (* 1977), schwedischer Kanute
- Oscarsson, Per (1927–2010), schwedischer Schauspieler

### Osce
- Osceola (1804–1838), Führer der Seminolen

### Osch
- Osch, Gilles (* 1964), luxemburgischer Skirennläufer
- Osch, Matthieu (* 1999), luxemburgischer Skirennläufer
- Osch, Yanick van (* 1997), niederländischer Fußballtorwart
- Oschanin, Ilja Michailowitsch (1900–1982), russischer und sowjetischer Sprachwissenschaftler und Sinologe
- Oschanin, Lew Iwanowitsch (1912–1996), sowjetischer Schriftsteller und Dichter
- Oschanitzky, Richard (1939–1979), rumänischer Komponist, Dirigent, Pianist, Jazzmusiker
- Oschatz, Georg-Berndt (* 1937), deutscher Verwaltungsbeamter und Politiker (CDU), MdL
- Oschatz, Hermann (1900–1980), deutscher Lektor und Politiker (NDPD), MdV
- Oschatz, Julia (* 1970), deutsche zeitgenössische Künstlerin
- Oschatz, Martin (* 1987), deutscher Chemiker
- Osche, Günther (1926–2009), deutscher Evolutionsbiologe, Ökologe und Parasitologe
- Osche, Ulrich (1911–1975), deutscher Politiker (KPD, SED), Generaldirektor der DEWAG
- Oschegin, Nikolai Afanassjewitsch (* 1971), russischer Judoka
- Oscheit, Max (1880–1923), deutscher Komponist und Violinist
- Oschejko, Halyna (* 1979), ukrainische Beachvolleyballspielerin
- Oschek, Monika (* 1986), deutsche Schauspielerin und SprecherinMonika Oschek (* 1986)

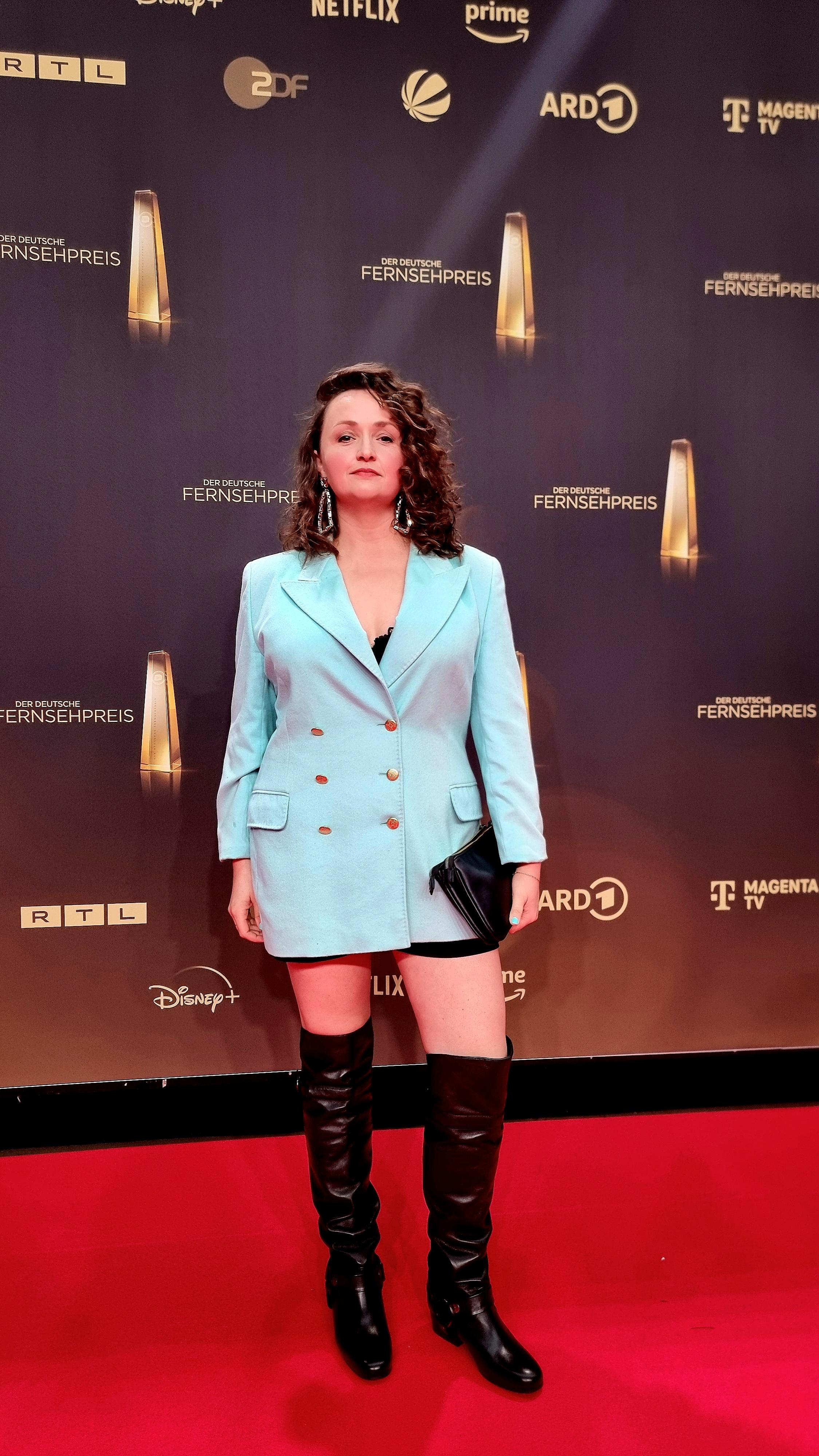
Monika Oschek (* 1986)

- Oschema, Klaus (* 1972), deutscher Historiker
- Oscher, Paul (1950–2021), US-amerikanischer Gitarrist, Sänger und Mundharmonikaspieler
- Oscherowitsch, Hirsch (1908–1994), sowjetisch-litauischer jiddischsprachiger Schriftsteller
- Oschiganow, Igor Olegowitsch (* 1992), russischer Eishockeyspieler
- Oschilewski, Walther G. (1904–1987), deutscher Publizist, Lyriker und Kulturhistoriker
- Oschin von Armenien (1282–1320), König von Kleinarmenien
- Oschin von Korykos († 1329), Regent von Kleinarmenien, Herr von Korykos
- Oschkenat, Andreas (* 1962), deutscher Hürdenläufer
- Oschkenat, Cornelia (* 1961), deutsche Hürdenläuferin
- Oschkinat, Hartmut (* 1957), deutscher Strukturbiologe und Professor für Chemie an der Freien Universität Berlin
- Oschlies, Wolf (* 1941), deutscher Politologe
- Oschlies, Wolf-Dietrich (1953–2016), deutscher Ruderer
- Oschmalz, Josefine (1916–2004), österreichische Politikerin (SPÖ), Mitglied des Bundesrates
- Oschmann, Benny (* 1987), deutscher Komponist
- Oschmann, Dirk (* 1967), deutscher Germanist und Hochschullehrer
- Oschmann, Ernst (1907–1979), deutscher Widerstandskämpfer und Parteifunktionär (SED)
- Oschmann, Gunther (* 1940), deutscher Medienunternehmer
- Oschmann, Hans (1894–1944), deutscher Offizier, posthum Generalleutnant im Zweiten Weltkrieg
- Oschmann, Ingo (* 1969), deutscher Komiker, Entertainer und ZauberkünstlerIngo Oschmann (* 1969)

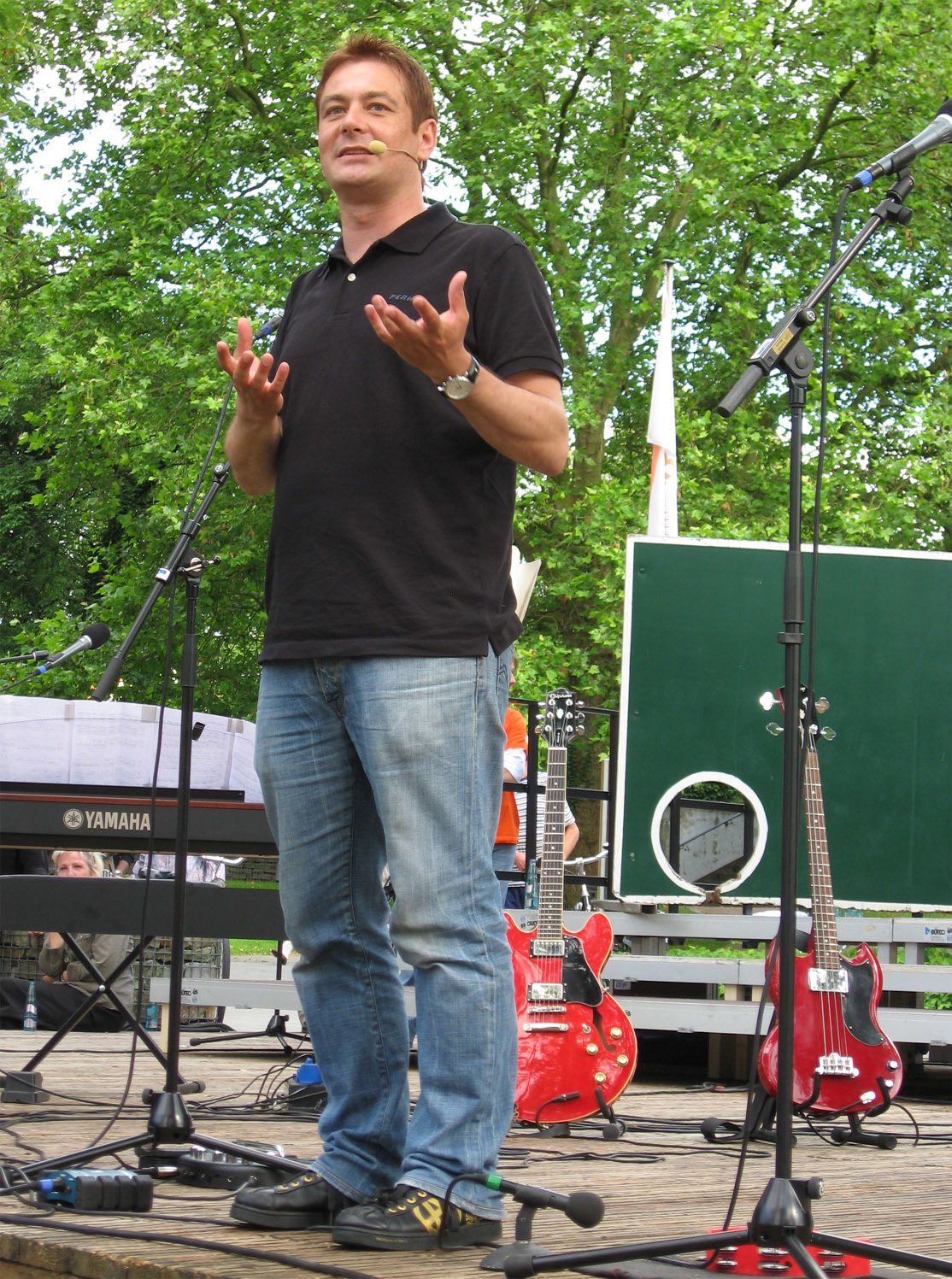
Ingo Oschmann (* 1969)

- Oschmann, Isolde (* 1913), deutsche Politikerin (KPD, SED), Ministerin für Volksbildung des Landes Thüringen (1950–1952)
- Oschmann, Karl Georg (1929–2013), deutscher Kommunalpolitiker
- Oschmann, Manuela (* 1965), deutsche Skisportlerin
- Oschmann, Martin (1930–2012), deutscher Biologe mit den Spezialgebieten Entomologie und Phytopathologie
- Oschmann, Stefan (* 1957), deutscher Manager, Vorsitzender der Geschäftsleitung und CEO von MerckStefan Oschmann (* 1957)

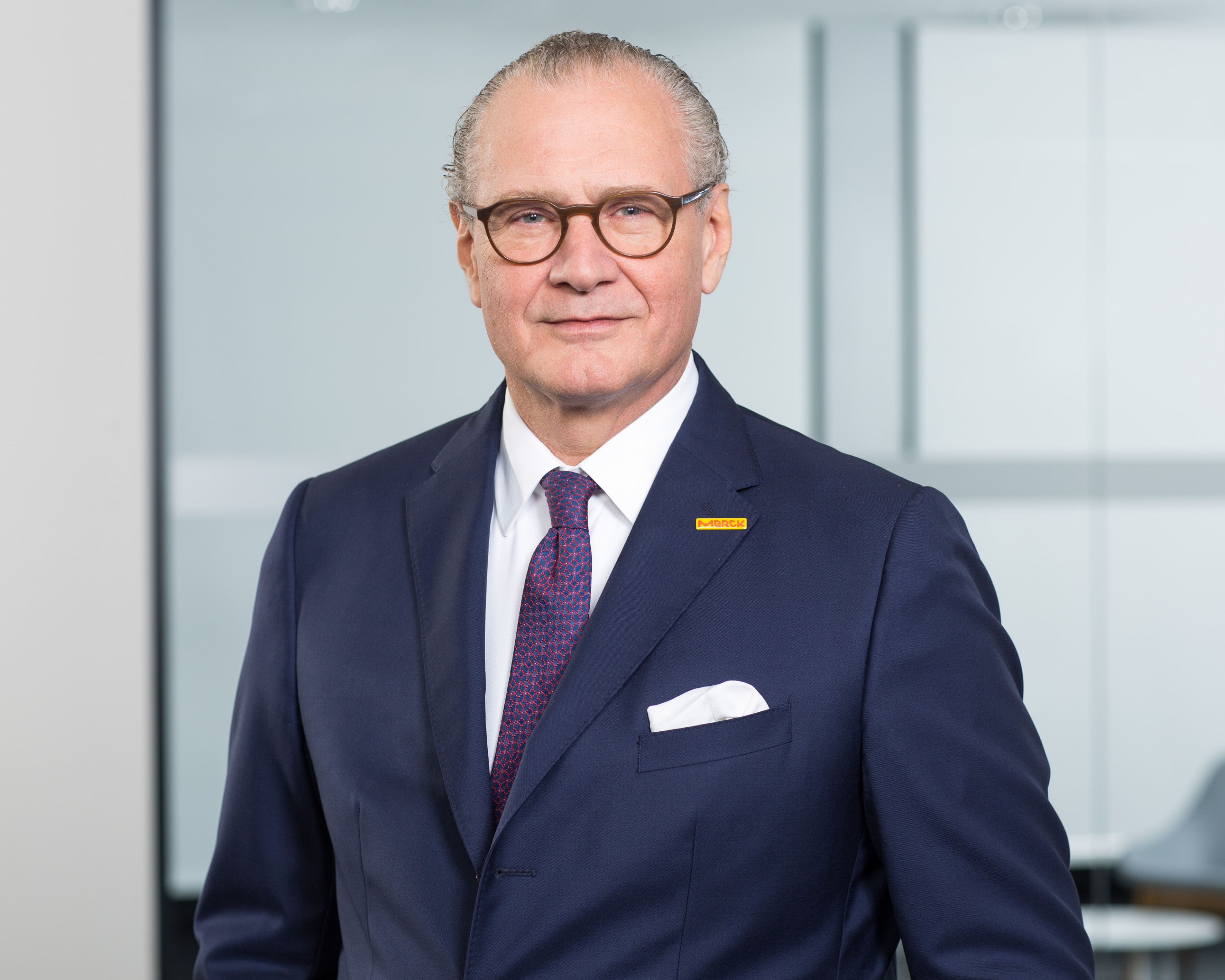
Stefan Oschmann (* 1957)

- Oschmann, Wolfgang (* 1954), deutscher Paläontologe und Hochschullehrer an der Johann Wolfgang Goethe-Universität Frankfurt
- Oschmautz, Felix (* 1999), österreichischer Kanute
- Oschoffa, Samuel B. J. (1909–1985), beninischer Kirchengründer und Oberhaupt der Himmlischen Kirche Christi
- Oschogin, Iwan Gennadjewitsch (* 1978), russischer Opern- und Musicaldarsteller
- Oschtschepkow, Stanislaw Nikolajewitsch (* 1989), russischer Skispringer
- Oschtschepkow, Stepan Michailowitsch (1934–2012), sowjetischer Kanute
- Oschtschypko, Ihor (* 1985), ukrainischer Fußballspieler
- Oschwald, Ambros (1801–1873), deutscher Priester
- Oschwald, Fanny (1840–1918), Schweizer Schriftstellerin
- Oschwald, Hanspeter (1943–2015), deutscher Journalist und Sachbuchautor

### Osci
- Oscislawski, Michael (* 1987), deutscher Fußballspieler polnischer Herkunft

### Oscu
- Osculati, Roberto (* 1939), italienischer römisch-katholischer Theologe